# Polgár
Polgár – miasto na Węgrzech, w komitacie Hajdú-Bihar, w powiecie Polgár.